# Billa (film)
Billa – tamilski film z 2007 roku wyreżyserowany przez Vishnuvardhana. 
Film bazuje na filmie Billa z 1980 roku.
Główne role grają Ajith Kumar i Nayantara.
W ciągu pierwszego tygodnia wyświetlania film zarobił 7,2 crore, a w Kerali 1 crore.

## Obsada
- Ajith Kumar – David Billa / Saravana Velu
- Nayanthara – Sasha
- Namitha – C. J.
- Prabhu – DSP Jayaprakash
- Rahman – Jagdish / Gokulnath
- Santhanam – Krishna
- Adithya – Anil Menon
- Yogjapi – Ranjith
- Rose Dawn – Rhia
- Avneesh Parekh – Karan
- T. Balasubramaniam – Rajesh

## Fabuła
Głównym bohaterem filmu jest David Billa Ajith Kumar, niebezpieczny, poszukiwany przez Interpol boss mafii. Jego obecną siedzibą jest Malezja. DSP Jayaprakash (Prabhu) ma tylko jedną misję w życiu – schwytać Billę. Posiada również tajemnicę, która pozwoli mu umieścić informatora tak głęboko w strukturze mafii, jak nikt dotąd. Velu, drobny złodziejaszek, który przyjechał z Indii jest podobny do Billi jak dwie krople wody. Nie wiadomo, czy zgodzi się na propozycję DSP Jayaprakasha.

## Muzyka
1. My Name is Billa (Remix) – Naveen, Kay Kay
2. Naan Meendum – Deepika
3. Sei Yedhavathu Sei – Neha Bhasin, Preethi Balla
4. Seval Kodi – Vijay Yesudas
5. Vethayala Pottendi (Remix) – Shankar Mahadevan
6. Theme Music (Instrumental) – Yuvan Shankar Raja